# Raine Allen-Miller
Raine India Allen-Miller (Manchester, settembre 1989) è una regista britannica. È nota per il suo debutto alla regia con il lungometraggio Ritrovarsi in Rye Lane (Rye Lane) del 2023.

## Biografia

### Formazione
Allen-Miller è nata a Manchester e ha trascorso la sua prima infanzia a Moss Side. Ha due sorelle minori e un fratello minore. Si è trasferita a Brixton, nel sud di Londra, all'età di dodici anni, dove ha frequentato la BRIT School di Croydon. Ha iniziato i suoi studi in illustrazione al Camberwell College of Arts, ma li ha in seguito abbandonati.

### Carriera
Allen-Miller ha lavorato come agente per artisti e fotografi, poi nel campo dell'acquisto di opere d'arte e nella produzione creativa. Allen-Miller ha lasciato il suo lavoro stabile per formare un duo creativo con la compagna di scuola e copywriter Lisa Turner-Wray, inviando portfolio alle agenzie e ottenendo il loro primo incarico pubblicitario con Anomaly nell'ottobre 2014. Questo è stato seguito da altri ingaggi con Saatchi & Saatchi e Mother.
Allen-Miller ha diretto il suo primo video musicale per Storm di Salute all'indomani del referendum sull'UE del 2016 e ne ha fatto una celebrazione dell'immigrazione. Questo è stato seguito da Trickle di Denai Moore nel 2017 e dal primo cortometraggio di Allen-Miller Jerk nel 2018, corto che parlava di un uomo anziano della generazione Windrush. Allen-Miller ha anche lavorato a campagne per ASOS, il Tate Modern e Squarespace, e a un seminario per la Creative Circle Foundation. Nel 2021 è stata nominata "Star of Tomorrow" da Screen International.
Grazie a Jerk, Allen-Miller ha incontrato la produttrice della BBC Film Eva Yates, che in seguito le ha consigliato di dirigere la sceneggiatura di Camden di Nathan Bryon e Tom Melia, allora con il titolo provvisorio Vibes & Stuff. Allen-Miller si è imbarcata nel progetto con l'accordo che sarebbe stato ambientato nel sud di Londra e ha sviluppato la sceneggiatura per altri 2 anni con Bryon e Melia, che sarebbe diventato il suo debutto alla regia Rye Lane, una commedia romantica che lei chiama "una lettera d'amore al sud di Londra". Il film è stato presentato al Sundance Film Festival del 2023 con il plauso della critica ed è stato proiettato nel marzo 2023 nell'ambito del Bari International Film Festival.

## Arte
Allen-Miller è stata ispirata dal lavoro del regista svedese Roy Andersson e considera anche il regista Steve McQueen il suo "più grande eroe". Ha preso ispirazione dalla sitcom di Channel 4 Peep Show quando ha inquadrato ampie riprese vicino ai volti degli attori senza rompere la quarta parete, tecnica che il direttore della fotografia Olan Collardy ha chiamato il "Peep shot".